# 利索維奇 (維什戈羅德區)
50°45′2″N 30°11′41″E / 50.75056°N 30.19472°E
利索維奇（烏克蘭語：Лісовичі）是位於烏克蘭北部的村莊，由基辅州维什霍罗德区的季梅爾市鎮負責管轄。該村始建於1700年，面積1平方公里，海拔高度144米，2001年人口287，人口密度每平方公里287人。